# Compoziție muzicală
Compoziția muzicală se poate referi la o piesă sau o lucrare de muzică originală, vocală sau instrumentală, la structura unei piese muzicale, sau la procesul de creare sau scriere a unei piese noi. Oamenii care creează compoziții noi sunt numiți compozitori. 
În muzica clasică, actul de compunere include, de obicei, crearea notării muzicale („partitura”), care este apoi interpretată de compozitor sau de alți muzicieni. Orchestrarea, în muzica clasică, este de obicei realizată de către compozitor, dar în musical și în muzica pop, compozitorii pot angaja un aranjor pentru a face această orchestrare.